# Descurainia depressa
Descurainia depressa är en korsblommig växtart som först beskrevs av Rodolfo Amando Philippi, och fick sitt nu gällande namn av Karl Anton Eugen Prantl och Karl Friedrich Carlos Federico Reiche. Descurainia depressa ingår i släktet stillfrön, och familjen korsblommiga växter.

## Underarter
Arten delas in i följande underarter:
- D. d. depressa
- D. d. pflanzii